# Взятие Ардагана
Взятие Ардагана — первый крупный успех российской армии на Кавказе в ходе Русско-турецкой войны (1877—1878).

## Ход
Ардаган имел важное стратегическое положение, прикрывая пути к Батуму и крепостям Эрзурум и Карс. Турецкое командование превратило его в сильно укрепленную крепость с фортами и люнетами. Главными позициями обороны являлись Гелявердынские (Гюлявердынские) высоты с востока и гора Манглас с севера. Гарнизон крепости насчитывал 8100 человек при 95 крепостных орудиях. В конце апреля 1877 года Ахалцихский отряд действующего корпуса Кавказской армии под командованием генерал-лейтенанта Ф. Д. Девеля (8500 человек пехоты и кавалерии при 28 орудиях) подошёл к Ардагану и окружил его. Девель не решился штурмовать город своими силами и обратился за помощью к командиру корпуса генералу от кавалерии М. Т. Лорис-Меликову. Последний выделил отряд под командованием генерал-лейтенанта В. А. Геймана и вместе с ним направился к крепости, чтобы осуществлять общее руководство штурмом. Вместе с прибывшим подкреплением, Ахалцихский отряд насчитывал 15000 штыков и сабель при 56 полевых и 20 осадных орудиях.

### Штурм
4 и 5 мая была проведена рекогносцировки и составлен план штурма крепости, рассчитанный на два дня — 5 и 6 мая. Ночью 4 мая были оборудованы позиции 10 артиллерийских батарей для обстрела укреплений. На рассвете началась атака Гелявердынских высот, поддержанная массированным огнём из 20 орудий. Днем укрепления были взяты. Затем началась подготовка к штурму Ардагана. Первая колонна войск под командованием Девеля должна была провести демонстративную атаку на форт Рамазан; вторая, во главе с В. А. Гейманом, наносила главный удар с юга, а частью сил — с востока от Геляверды (Гюляверды). Перед штурмом был проведен массированный артиллерийский обстрел, а 5 мая пехота перешла в наступление. Оно началось ранее намеченного срока в связи с тем, что разведкой было обнаружено поспешное отступление противника в горы. К ночи Ардаган был взят. Потери русских войск составили 296 человек убитыми и ранеными, а противника — около 3000 человек.

### Итог
После взятия Ардагана, главные силы сосредоточились к 12 мая на северо-восточной стороне Карса. Для установления блокады крепости, в ожидании прибытия осадной артиллерии, а также ввиду настойчивых слухов о предстоявшем наступлении Ахмед Мухтар-паши, войска были разделены на 2 отряда: один отряд, под руководством Девеля, оставлен под Карсом; другой, — Геймана, должен был двинуться за Саганлуг, для воспрепятствования наступлению Ахмед Мухтар-паши к Карсу и, если возможно, разбить его, тем самым оказав содействие Эриванскому отряду генерал-лейтенант А. А. Тергукасова, наступавшему по Алашкертской долине и находившемуся в то время в совершенно изолированном положении.